# Yamyam
Abdulkadir Hersi Siyad (somalí, ´Cabdiqaadir Xirsi Siyaad , árabe: عبد قادر حرس سياد) o Yamyam, Yam Yam (يميم, Dhusa Mareb, 4 de septiembre de 1946-Columbus, 22 de octubre de 2005) fue un poeta y rapsoda somalí.

## Biografía
Comenzó estudiando en una madraza y después se dedicó al comercio. Estudió en la Universidad de Mogadiscio y un máster en biología en Harvard.
Su fama como poeta comenzó con la Revolución de 1969.
Falleció en un accidente de tráfico en Columbus, Ohio.

## Obra (parcial)
- Dabkuu Shiday Darwiishkii
- Soomai baan ahay
- Kowda Maajo: Hambalyo
- Caku Geellu muu Dido!
- Gabay ammaan ah
- Ma riyaa ma run baa
- Tawxiid